# Guru Nanak Dev Ji
Guru Nanak Dev Ji (en panjabi: ਗੁਰੂ ਨਾਨਕ ਦੇਵ, en hindi: गुरु नानक, en urdú: گرونانک, Guru Nānak) (Talvandi, Lahore, 15 d'abril de 1469 - Kartarpur, 22 de setembre de 1539) va ser el guru fundador del sikhisme. Va néixer a l'actual Pakistan, fill de pares seguidors de l'hinduisme. Des de petit tenia inclinacions religioses i als 28 anys va experimentar una experiència espiritual que el va portar a proclamar que «no hi ha ni hindús ni musulmans», i a cercar una manera de resoldre el conflicte entre les dues religions tot creant una nova doctrina que les englobés.
Viatjà per l'Índia, Aràbia i Pèrsia intercanviant opinions amb els representants de les diverses creences i ensenyant a la gent el missatge d’ik onkar (ੴ), que habita en cadascuna de les seves creacions i constitueix la Veritat eterna. Amb aquest concepte, establiria una plataforma espiritual, social i política única basada en la igualtat, l'amor fraternal, la bondat i la virtut., i es trobà amb Kabir (1441-1518), un sant reverenciat tant per hindús com per musulmans. Les paraules de Nanak estan registrades en forma de 974 himnes poètics, o shabda, en el text sagrat del sikhisme, el Guru Granth Sahib, amb algunes de les oracions principals sent el Japji Sahib (jap, recitar; ji i sahib són sufixos que signifiquen respecte); l’Asa di Var (balada de l'esperança); i el Sidh Gosht (discussió amb els Siddhas). Forma part de la creença religiosa sikh que l'esperit de santedat, la divinitat i l'autoritat religiosa de Nanak havia baixat sobre cadascun dels nou Gurus posteriors quan el Guruship els va ser transferit.
Nanak es va mostrar contrari al sistema de castes i a certs rituals tradicionals hindús, com els pelegrinatges i la mort forçada de les vídues, però maig intentà convertir per força la gent d'altres religions, encoratjant-los a ser bons hinduistes i bons musulmans.
El seu naixement se celebra a tot el món com a Guru Nanak Gurpurab a Kartik Purnima («Lluna plena de Katak»), és a dir octubre–novembre.

## Biografia

### Naixement

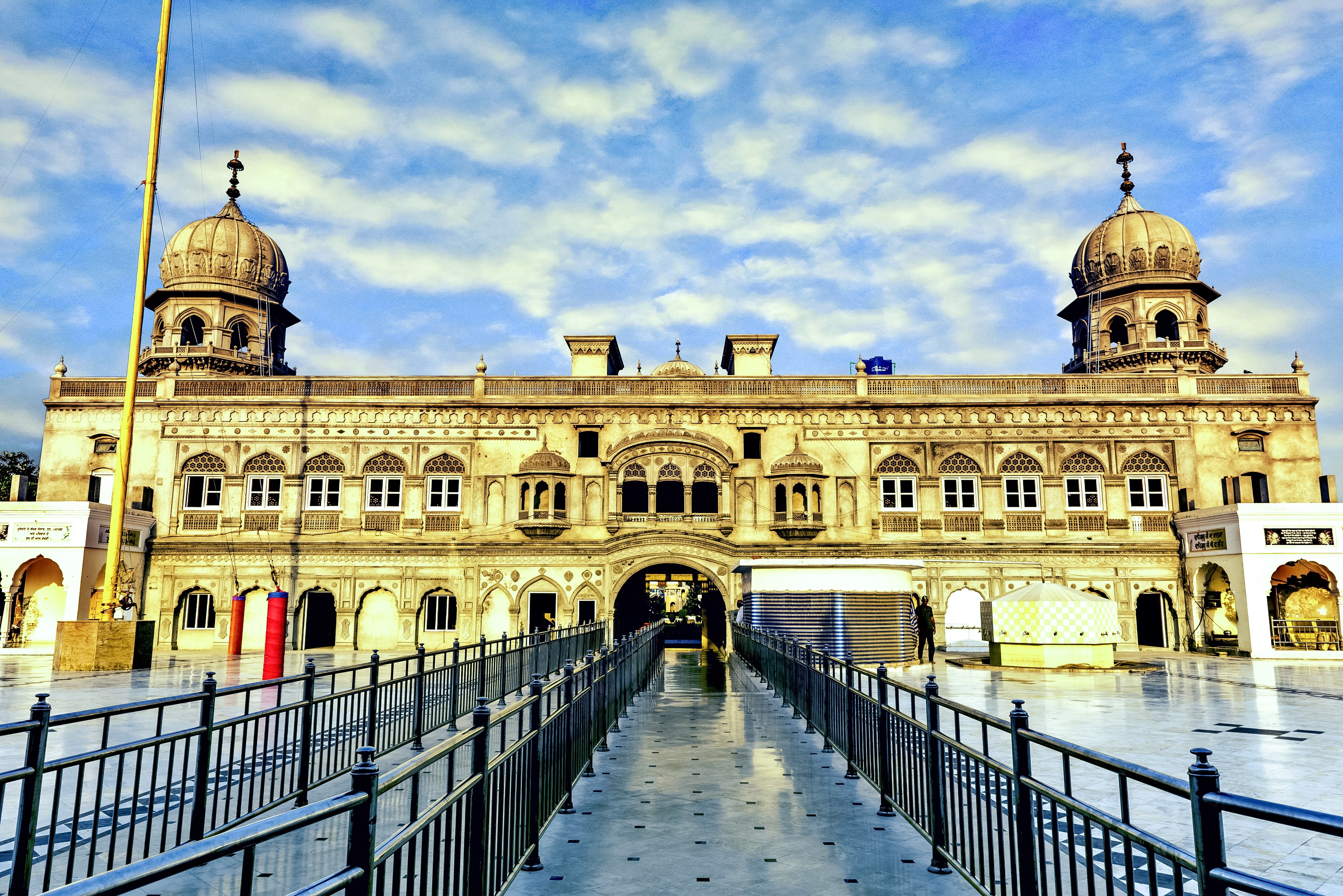
El Gurdwara Janam Asthan a Nankana Sahib, Pakistan, commemora el lloc on es creu que va néixer Nanak.

Nanak va néixer el 15 d'abril de 1469 al poble de Rāi Bhoi Kī Talvaṇḍī (actual Nankana Sahib, Punjab, Pakistan) a la província de Lahore del sultanat de Delhi, encara que segons una tradició, va néixer al mes indi de Kārtik o novembre, conegut com a Kattak en panjabi.
La majoria dels janamsakhis (ਜਨਮਸਾਖੀ), o les biografies tradicionals de Nanak, esmenten que va néixer el tercer dia de la quinzena lunar brillant, al mes de Baisakh (abril) de Samvat de 1526. Aquests són el Puratan ('tradicional’o 'antic') janamsakhi, Miharban janamsakhi, Gyan-ratanavali de Bhai Mani Singh i el Vilayat Vali janamsakhi. Gurbilas Patashahi 6, escrit el 1718, també atribuït a Bhai Mani Singh contradiu el Janamsakhi de Mani Singh, ja que, en canvi, diu que Guru Nanak va néixer a la lluna plena de Katak. Els registres sikh indiquen que Nanak va morir el 10è dia del mes Asauj de Samvat 1596 (22 de setembre de 1539) CE), a l'edat de 70 anys, 5 mesos i 7 dies. Això suggereix a més que va néixer el mes de Vaisakh (abril), no Kattak (novembre).

### Data de naixement de Kattak

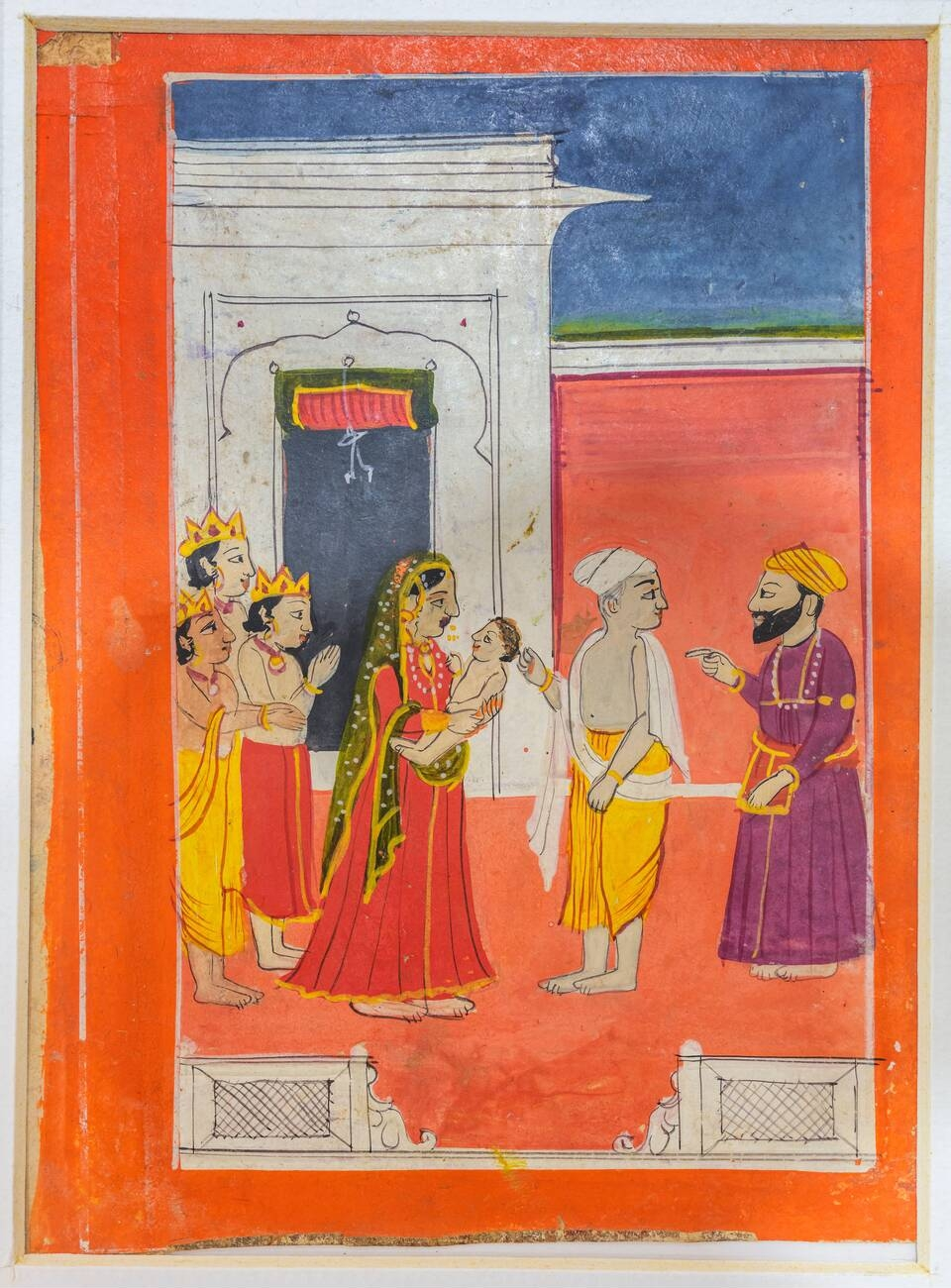
Naixement de Guru Nanak, pintura d'un Janamsakhi de la dècada de 1830.

Tan tard com 1815, durant el regnat de Ranjit Singh, el festival que commemorava l'aniversari de Nanak es va celebrar a l'abril al lloc del seu naixement, conegut aleshores com Nankana Sahib. Tanmateix, l'aniversari del naixement de Nanak: el Gurpurab (gur + purab, celebració)—posteriorment es va celebrar el dia de lluna plena del mes de Kattak al novembre. El primer registre d'aquesta celebració a Nankana Sahib és de 1868 CE.
Hi pot haver diverses raons per a l'adopció de la data de naixement de Kattak per part de la comunitat sikh. D'una banda, podria haver estat la data de la il·luminació de Nanak o «naixement espiritual» el 1496, tal com suggereix el Dabestan-e Mazaheb.
Algunes de les fonts que donen suport a l'incident de l'aniversari de Katak:
El Bala Janamasakhi dona suport a la tradició de naixement Kattak. És l'únic Janamsakhi que ho fa. Es diu que Bhai Bala va obtenir l'horòscop de Nanak de l'oncle de Nanak, Lalu, segons el qual, Nanak va néixer a una data corresponent al 20 d'octubre de 1469 CE. Tanmateix, aquest janamsakhi va ser escrit per Handalis, una secta de sikhs que va seguir un convers sikh conegut com a Handal, intentant representar el fundador com a superior a Nanak. Segons una superstició imperant al nord de l'Índia contemporània, es creia que un nen nascut el mes de Kattak era feble i desafortunat, per això l'obra diu que Nanak va néixer aquest mes.
Bhai Gurdas, després d'haver escrit un dia de lluna plena del mes de Kattak diverses dècades després de la mort de Nanak, esmenta que Nanak havia «aconseguit l'omnisciència» el mateix dia, i ara era el torn de l'autor d'«obtenir la llum divina».
Segons testimonis presencials de les cròniques sikhs, conegudes com a Bhatt Vahis, Guru Nanak va néixer a la lluna plena de Katak.
Gurbilas Patashahi el 1718 diu que Guru Nanak va néixer a la lluna plena de Katak. Meham Parkash el 1776 també diu que Guru Nanak va néixer a la lluna plena de Katak.
Bansavalinama Dasan Patashahia Ka de Kesar Singh Chibber, que significa genealogia dels deu reis, escrit el 1769, diu que Guru Nanak també va néixer a la lluna plena de Katak. Gurpurnali el 1727 i Guru Tegh Bahadur Malwe da Safar el 1716 mencionen que Guru Nanank va néixer a la lluna plena de Katak.
Gurpur Parkash Granth escrit per Sant Ren Singh basat en una beca escrita per Binod Singh afirma que Guru Nanak va néixer a la lluna plena de Katak. Segons Max Arthur Macauliffe (1909), un festival hindú celebrat al segle XIX a Kartik Purnima a Amritsar va atreure un gran nombre de sikhs. Al líder de la comunitat sikh, Giani Sant Singh, això no li va agradar, per la qual cosa va començar un festival al santuari sikh del Temple daurat el mateix dia, presentant-lo com la celebració de l'aniversari del naixement de Guru Nanak.
Macauliffe també assenyala que Vaisakh (març-abril) ja va celebrar una sèrie de festivals importants, com Holi, Rama Navami i Vaisakhi, per tant, la gent estaria ocupada en activitats agrícoles després del festival de la collita de Baisakhi. Per tant, la celebració de les celebracions de l'aniversari del naixement de Nanak immediatament després de Vaisakhi hauria provocat una escassa assistència i, per tant, donacions més petites per als santuaris sikh. D'altra banda, el dia de la lluna plena de Kattak, la gran festa hindú de Diwali ja havia acabat, i els camperols —que tenien diners en efectiu excedents de la venda de collites— van poder fer una donació generosa.

### Família i primers anys
Els pares de Nanak, inclòs el pare Kalyan Chand Das Bedi (comunament escurçat a Mehta Kalu) i la mare Mata Tripta, eren tots dos khatris hindús i eren emprats com a comerciants. El seu pare, en particular, era el «patwari» (comptador) local dels ingressos de les collites al poble de Talwandi.
Segons les tradicions sikh, el naixement i els primers anys de la vida de Nanak van estar marcats amb molts esdeveniments que van demostrar que Nanak havia estat beneït amb la gràcia divina. Els comentaris sobre la seva vida donen detalls de la seva consciència florida des de ben jove. Per exemple, amb cinc anys, es diu que Nanak va manifestar interès pels temes divins. Als set anys, el seu pare el va matricular a l'escola del poble, segons el costum. La tradició notable explica que, quan era nen, Nanak va sorprendre el seu mestre descrivint el simbolisme implícit de la primera lletra de l'alfabet, semblant a la versió matemàtica d'un, com a denota la unitat o la unitat de Déu. Altres històries de la seva infantesa fan referència a esdeveniments estranys i miraculosos sobre Nanak, com el que va presenciar Rai Bular, en què el cap del nen adormit estava protegit de la dura llum del sol per, en un relat, per l'ombra estacionària d'un arbre o, en un altre, per una cobra verinosa.

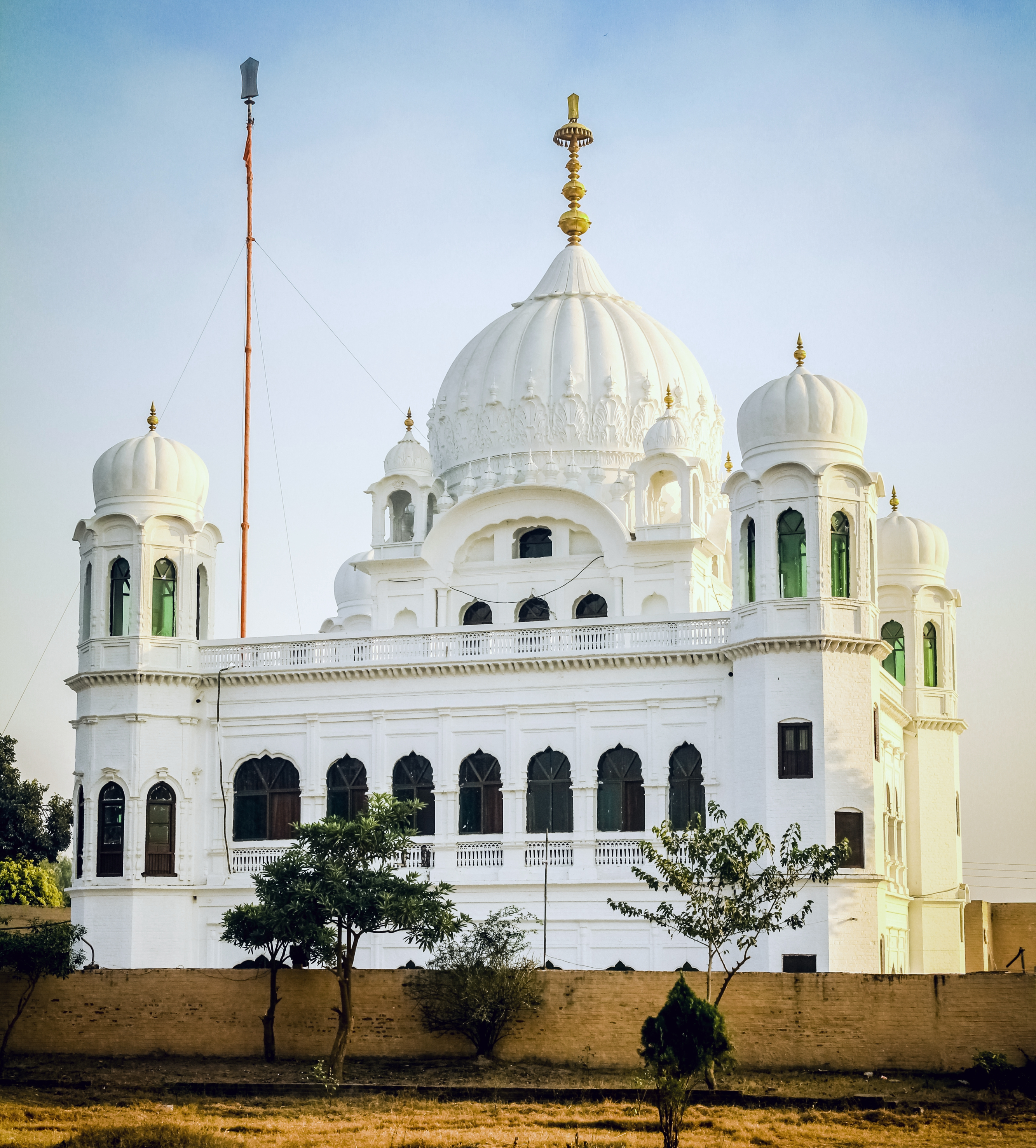
Gurdwara Darbar Sahib Kartar Pur a Narowal, Pakistan, marca el lloc on es diu que va morir Guru Nanak.

Nanaki, l'única germana de Nanak, era cinc anys més gran que ell es va casar el 1475 i es va traslladar a Sultanpur. El marit de Nanaki, treballava en un modikhana (un magatzem per als ingressos recaptats no en efectiu), al servei del governador de Lahore del sultanat de Delhi, Daulat Khan, en el qual Ram ajudaria a Nanak a obtenir un feina. Nanak es va traslladar a Sultanpur i va començar a treballar al modikhana cap als 16 anys.
Segons el Janamsakhis de Bhai Mani Singh, Nanak es va casar als 14 anys, no als 18. «Està relacionat en el Janamsakhi que porta el nom de Mani Singh, que Nanak es va casar als catorze anys Els janamsakhis posteriors, però, afirmen que Nanak es va casar més tard, després que es traslladés a Sultanpur.
Nanak es va casar amb Sulakhani, filla de Mūl Chand (també conegut com Mula)  i Chando Raṇi. Es van casar el 24 de setembre de 1487, a la ciutat de Batala, i tindrien dos fills, Sri Chand i Lakhmi Chand (o Lakhmi Das). Nanak va viure a Sultanpur fins c. 1500, en una època formativa per a ell, com suggereix el puratan «janamsakhi», i en les seves nombroses al·lusions a l'estructura governamental en els seus himnes, molt probablement d'aquesta època.

### Últims anys

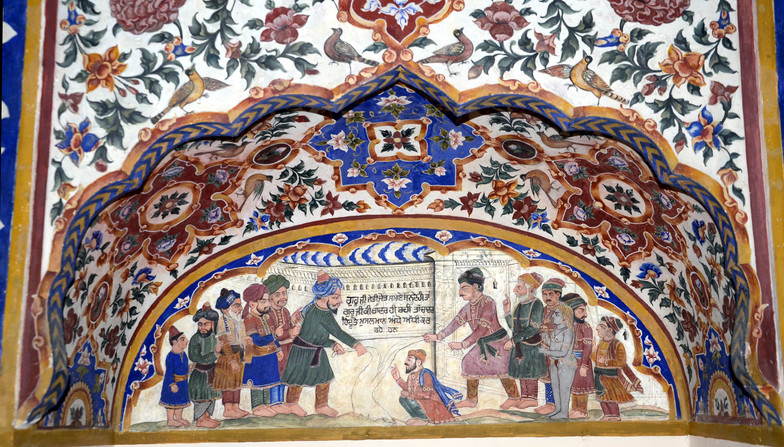
Hindús i musulmans es disputen sobre els ritus finals de Guru Nanak. Fresc del segle XIX de Gurdwara Baba Atal, Amritsar.

Al voltant dels 55 anys, Nanak es va establir a Kartarpur, on va viure fins a la seva mort el setembre de 1539. Durant aquest període, va fer viatges curts al centre iogui Nath d'Achal i als centres sufís de Pakpattan i Multan. En el moment de la seva mort, Nanak havia adquirit uns quants seguidors a la regió del Punjab, encara que és difícil estimar-ne el nombre basant-se en l'evidència històrica existent. Els seguidors de Nanak eren anomenats Kartārīs (que significa 'la gent que pertanyia al poble de Kartarpur') per altres.
Guru Nanak va nomenar Bhai Lehna com a successor Guru, rebatejant-lo com a Guru Angad, que significa «propietat» o «part de tu». Poc després de proclamar el seu successor, Guru Nanak va morir el 22 de setembre de 1539 a Kartarpur, als 70 anys. Segons l'hagiografia sikh, el cos de Guru Nanak no es va trobar mai. Quan els hindús i musulmans que es disputaven van estirar el llençol que cobria el cos de Nanak, van trobar, en canvi, un munt de flors, i així la senzilla fe de Nanak, amb el pas del temps, es convertiria en una religió, assetjada per les seves pròpies contradiccions i pràctiques habituals.

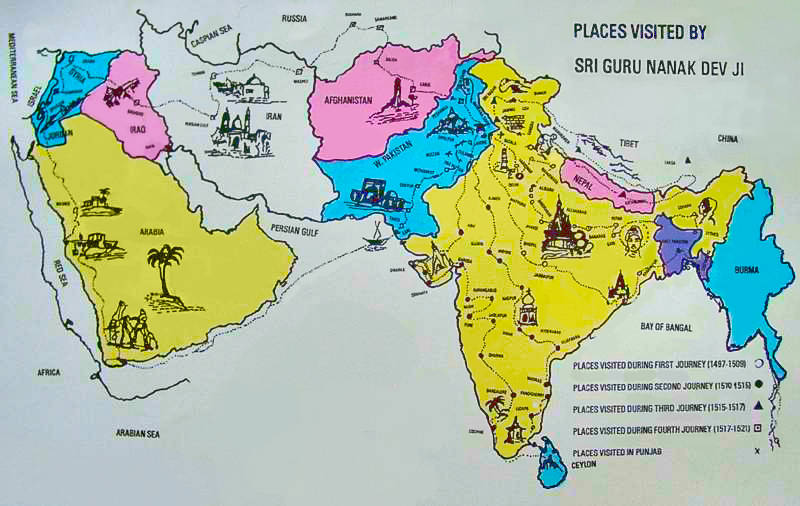
Els quatre Udasis i altres llocs visitats pel Guru Nanak

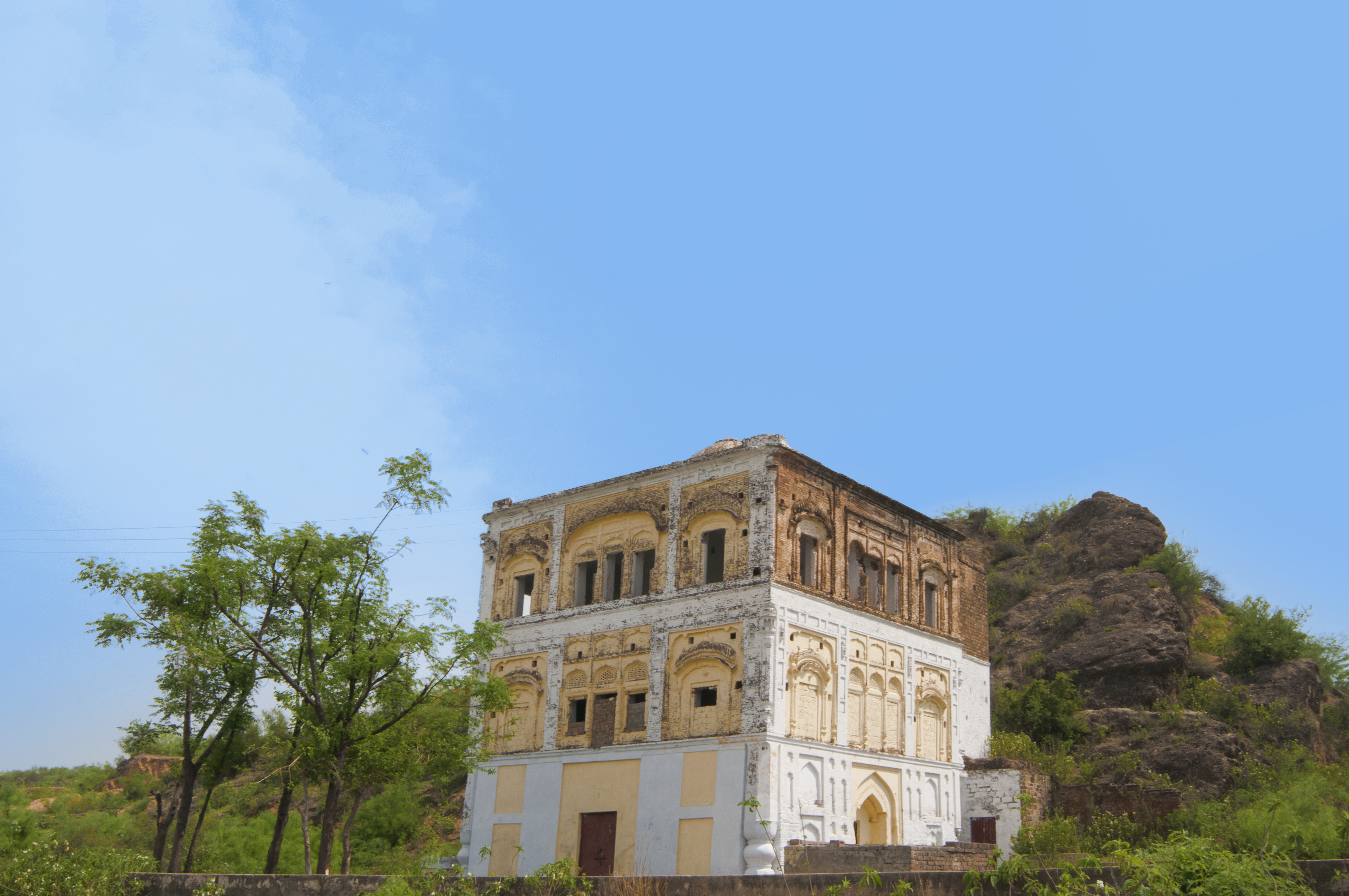
El Gurudwara Chowa Sahib abandonat, situat prop del fort de Rohtas al Pakistan, commemora el lloc on es creu popularment que Guru Nanak va crear una font d'aigua durant una de les seves udasis.

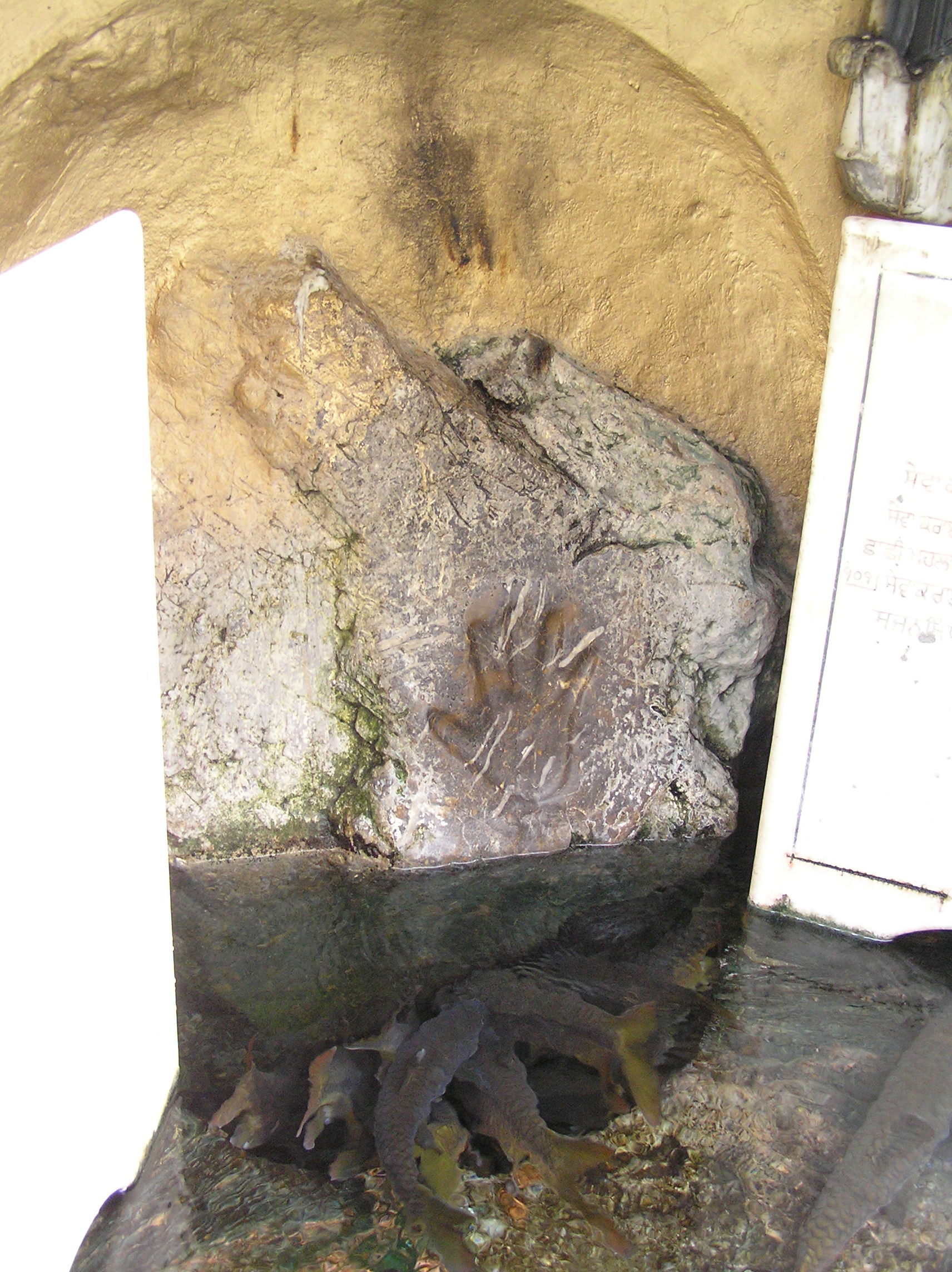
Es creu que l'empremta de la mà de Guru Nanak es conserva en una roca del Gurdwara Panja Sahib a Hasan Abdal, Pakistan.

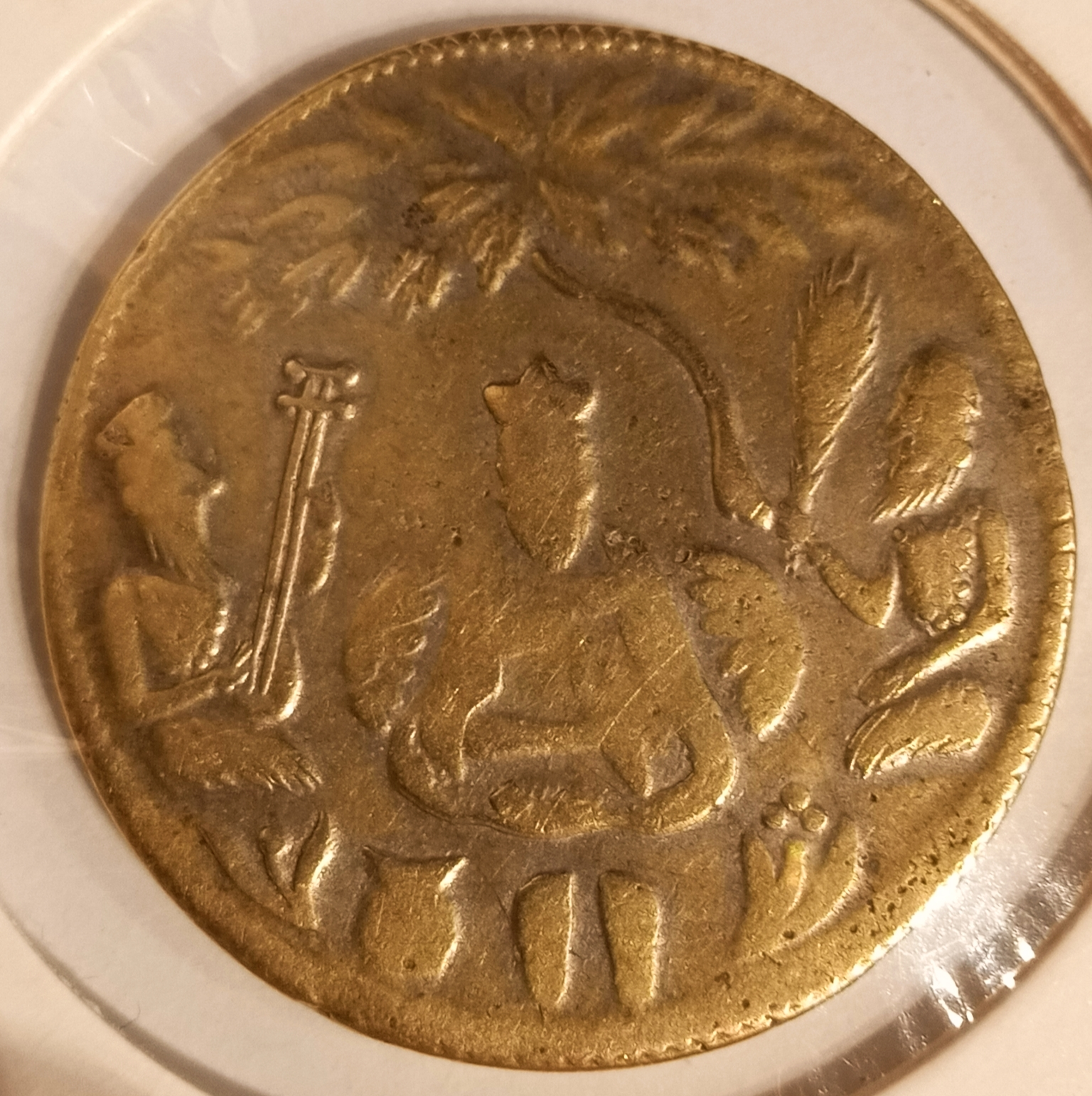
Moneda de l'any 1747 dC que representa Guru Nanak amb els seus dos deixebles, Bhai Mardana i Bhai Bala agitant un chaur (bateta de mosca) com a marca de respecte.

## Odissees (Udasis)
Durant el primer quart del segle XVI, Nanak va fer llargs udasiya ('viatges') per a activitats espirituals. Un vers escrit per ell afirma que va visitar uns quants llocs de nau-khand (les nou regions de la terra), presumiblement els principals centres de pelegrinatge hindús i musulmans.
uns quants relats moderns afirmen que va visitar el Tibet, la major part del sud d'Àsia i Aràbia, començant el 1496 als 27 anys, quan va deixar la seva família durant un període de trenta anys. Aquestes afirmacions són la visita de Nanak al Mont Meru de la mitologia índia, així com a la Meca, Bagdad, Achal Batala i Multan, on debatria les idees religioses amb grups oposats. Aquestes històries es van fer molt populars als segles XIX i XX, i existeixen en moltes versions.
El 1508, Nanak va visitar la Divisió de Sylhet a Bengala. Els janamsakhis suggereixen que Nanak va visitar el temple Ram Janmabhoomi a Ayodhya el 1510–11 dC.
La inscripció de Bagdad segueix sent la base de l'escriptura dels estudiosos indis que Guru Nanak va viatjar a l'Orient Mitjà, i uns quants afirmen que va visitar Jerusalem, la Meca, el Vaticà, l'Azerbaidjan i el Sudan.

### Conflictes
Els detalls hagiogràfics són objecte de controvèrsia, amb l'erudició moderna que qüestiona els detalls i l'autenticitat de moltes afirmacions. Per exemple, Callewaert i Snell (1994) afirmen que els primers textos sikhs no contenen aquestes històries. Des de quan les històries de viatges apareixen per primera vegada als relats hagiogràfics de Guru Nanak, segles després de la seva mort, continuen tornant-se més sofisticades a mesura que passa el temps, amb la versió tardana de Puratan que descriu quatre viatges missioners, que difereixen de la versió de Miharban.
Algunes de les històries sobre els extensos viatges de Guru Nanak apareixen per primera vegada al Puratan janamsakhi del segle xix, encara que fins i tot aquesta versió no esmenta el viatge de Nanak a Bagdad. Aquests ornaments i la inserció de noves històries, segons Callewaert i Snell (1993), afirmacions molt paral·leles de miracles per «pirs» islàmics trobats en tadhkirahs sufís de la mateixa època, donant motius per creure que aquestes llegendes podrien haver estat escrites en una competició.
Una altra font de controvèrsia ha estat la pedra de Bagdad, que porta una inscripció en escriptura turca. uns quants interpreten la inscripció com dient que Baba Nanak Fakir hi va ser el 1511–1512; altres ho van llegir com dient 1521–1522 (i que va viure a l'Orient Mitjà durant 11 anys lluny de la seva família). Altres, especialment erudits occidentals, argumenten que la inscripció en pedra és del segle XIX i la pedra no és una evidència fiable que Guru Nanak va visitar Bagdad a principis del segle XVI. A més, més enllà de la pedra, no s'ha trobat cap evidència o menció del viatge de Guru Nanak a l'Orient Mitjà en cap altre registre textual o epigràfic de l'Orient Mitjà. S'han afirmat inscripcions addicionals, però ningú les ha pogut localitzar i verificar.
Noves afirmacions sobre els seus viatges, així com afirmacions com la desaparició del cos de Guru Nanak després de la seva mort, també es troben en versions posteriors i aquestes són similars a les històries de miracles de la literatura sufí sobre els seus pirs. Altres préstecs directes i indirectes dels janamsakhis sikhs relacionats amb llegendes al voltant dels viatges de Guru Nanak són d'èpics i puranes hindús i històries budistes de Jataka.

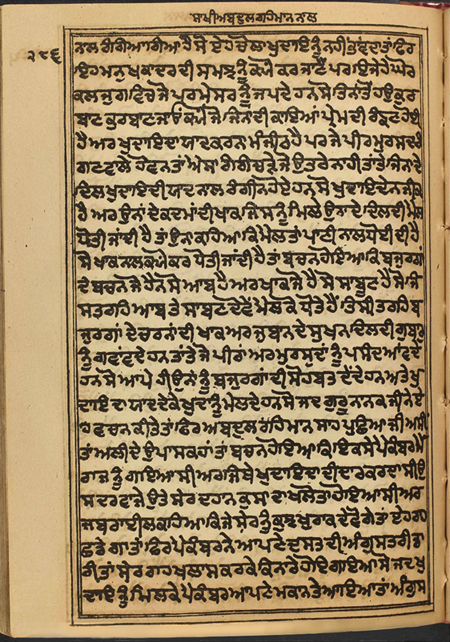
Janamsakhi de Bhai Mani Singh

## Biografies pòstumes
Les primeres fonts biogràfiques sobre la vida de Nanak reconegudes avui són els janamsakhis (històries de naixement), que expliquen amb gran detall les circumstàncies del naixement del guru.
Gyan-ratanavali és el janamsakhi atribuït a Bhai Mani Singh, un deixeble de Guru Gobind Sing Ji a qui uns sikhs es van acostar per demanar-li que preparés un relat autèntic de la vida de Guru Nanak. Com a tal, es diu que Bhai Mani Singh va escriure la seva història amb la intenció expressa de corregir els relats herètics de Guru Nanak.
Un janamsakhi popular suposadament va ser escrit per un company proper del Guru, Bhai Bala. Tanmateix, l'estil d'escriptura i el llenguatge emprat han deixat a erudits, com Max Arthur Macauliffe, segurs que van ser composts després de la seva mort. Segons aquests erudits, hi ha bones raons per dubtar de l'afirmació que l'autor era un company proper de Guru Nanak i el va acompanyar en molts dels seus viatges.
Bhai Gurdas, un escriba del Guru Granth Sahib Ji, també va escriure sobre la vida de Nanak en les seves vars ('odes'), que es van compilar un temps després de la vida de Nanak, encara que són menys detallades que els janamsakhis.

## Ensenyaments i llegat

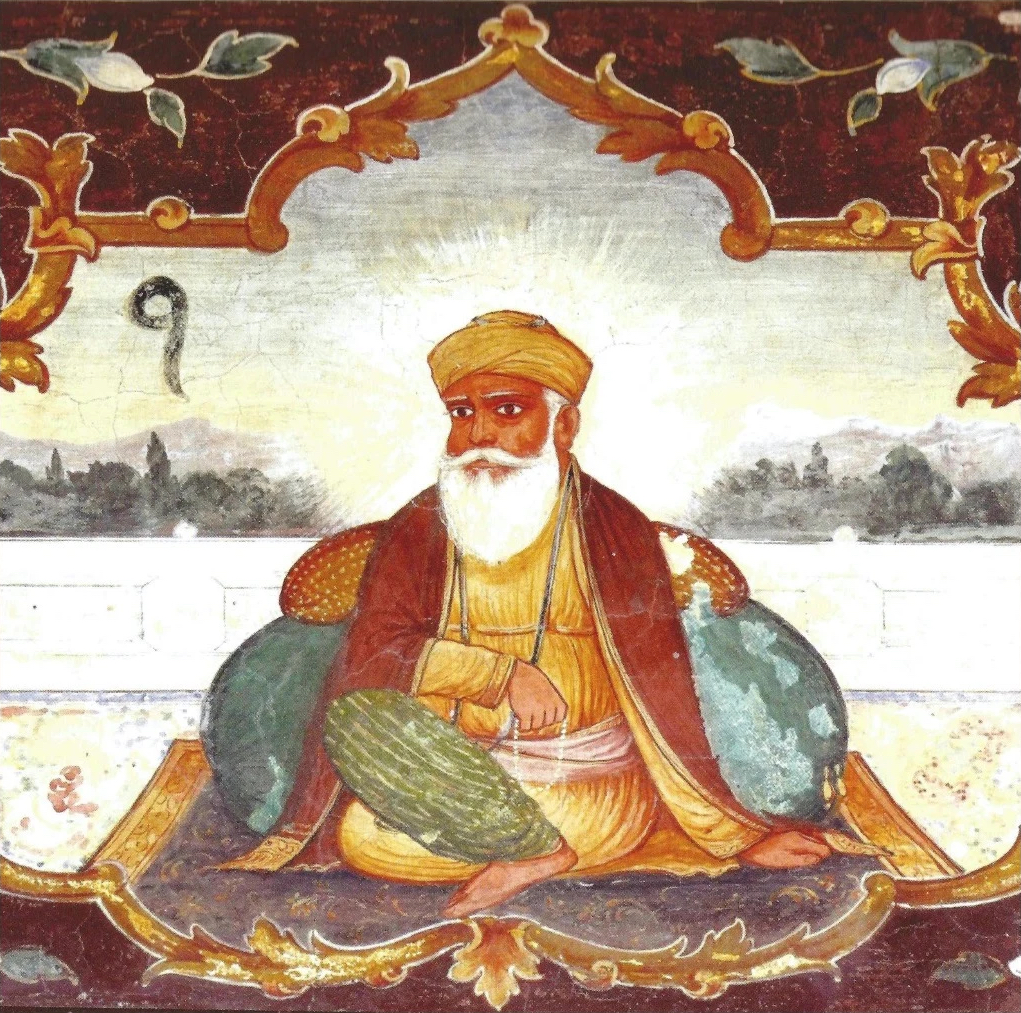
Fresc de Guru Nanak de Baoli Sahib, Goindwal

Els ensenyaments de Nanak es poden trobar a l'escriptura sikh Guru Granth Sahib Ji, com una col·lecció de versos gravats a Gurmukhi.
Hi ha tres teories en competència sobre els ensenyaments de Guru Nanak. El primer, segons Cole i Sambhi (1995, 1997), basat en els Janamsakhis hagiogràfics, afirma que els ensenyaments de Nanak i el sikhisme eren revelacions de Déu, i no un moviment de protesta social, ni un intent de reconciliar l'hinduisme i l'Islam al segle XV.

La segona teoria afirma que Nanak era un Guru, no un profeta. Segons Singha (2009):
| « | El sikhisme no subscriu la teoria de l'encarnació ni el concepte de profeta. Però té un concepte fonamental de Guru. No és una encarnació de Déu, ni tan sols un profeta. És una ànima il·luminada. | » |

 La tercera teoria és que Guru Nanak és l'encarnació de Déu. Això ha tingut el suport de molts sikhs, com ara Bhai Gurdas, Bhai Vir Singh, Santhok Singh i amb el suport del Guru Granth Sahib. Bhai Gurdas diu:
| « | ਗੁਰ ਪਰਮੇਸਰੁ ਇਕੁ ਹੈ ਸਚਾ ਸਾਹੁ ਜਗਤੁ ਵਾਥਜਾਣਜਾਹੁ El Guru i Déu són un; Ell és el veritable mestre i tot el món anhela per Ell. | » |

A més, al Guru Granth Sahib s'afirma:
| « | ਨਾਨਕ ਸੇਵਾ ਕਰਹੁ ਹਰਿ ਗੁਰ ਸਫਲ ਦਰਸਨ ਕਰਹੁ ਹਰਿ ਗੁਰ ਸਫਲ ਦਰਸਨ ਕਰਹੁ ਰੀ ਫਿ ਰਿ ਰਿ ਰਿ ॥੨॥ Oh Nanak, serveix el Guru, el Senyor Encarnat; la Beneïda Visió del seu Darshan és profitosa i, al final, no se us demanarà comptes. | » |

Guru Ram Das diu:
| « | ਗੁਰ ਗੋਵਿੰਦੁ ਗੋੁਵਿੰਦੁ ਗੁਰੂ ਹੈ ਨਾਨਕ ਨਾਨਕ ਭॾ੨॥ੇ ਭ॥ੁ El Guru és Déu, i Déu és el Guru, oh Nanak; no hi ha diferència entre tots dos, oh germans del destí. | » |

Els Janamsakhis hagiogràfics no van ser escrits per Nanak, sinó per seguidors posteriors sense tenir en compte la precisió històrica, que contenen nombroses llegendes i mites creats per mostrar respecte per Nanak. En el sikhisme, el terme revelació, com aclareixen Cole i Sambhi, no es limita als ensenyaments de Nanak. Més aviat, són tots els Gurus Sikh, així com les paraules d'homes i dones del passat, present i futur de Nanak, que posseeixen coneixement diví de manera intuïtiva mitjançant la meditació. Les revelacions sikh són paraules de bhagats no sikh (devots hindúes), uns quants que van viure i van morir abans del naixement de Nanak, i els ensenyaments dels quals formen part de les escriptures sikh.
L'Adi Granth i els successius gurus sikhs van emfatitzar repetidament, suggereix Mandair (2013), que el sikhisme «no es tracta de sentir veus de Déu, sinó de canviar la naturalesa de la ment humana, i qualsevol persona pot assolir l'experiència directa i la perfecció espiritual en qualsevol moment i temps.» Guru Nanak va destacar que tots els éssers humans poden tenir accés directe a Déu sense rituals ni sacerdots.
Mandair (2009) afirma que el concepte d'home elaborat per Guru Nanak perfecciona i nega el «concepte monoteista de jo/Déu», on «el monoteisme esdevé gairebé redundant en el moviment i els encreuaments de l'amor». L'objectiu de l'home, segons van ensenyar els Gurus Sikh, és acabar amb totes les dualitats del «jo i l'altre, jo i no-jo», aconseguint l'«equilibri acompanyant de separació-fusió, jo-altre, acció-inacció, vincle. -desafecció, en el transcurs de la vida quotidiana».
Guru Nanak i altres gurus sikh van emfatitzar bhakti («amor», «devoció» o «adoració») i van ensenyar que la vida espiritual i la vida secular de la casa s'entrellaçaven. En la perspectiva sikh, el món quotidià forma part d'una realitat infinita, on l'augment de la consciència espiritual condueix a una participació creixent i vibrant en el món quotidià. Guru Nanak va descriure viure una «vida activa, creativa i pràctica» de «veritat, fidelitat, autocontrol i puresa» com a superior a la veritat metafísica.
A través de la tradició popular, s'entén que l'ensenyament de Nanak es practica de tres maneres:
- Vand Shhako (ਵੰਡ ਛਕੋ): Comparteix amb els altres, ajuda els que ho necessiten, perquè pugueu menjar junts;
- Kirat Karo ('treballar honestament'): Guanyeu-vos la vida honestament, sense explotació ni frau; i
- Naam Japo (ਨਾਮ ਜਪੋ): Medita en el nom de Déu, per tal de sentir la seva presència i controlar els cinc lladres de la personalitat humana.

### Llegat
Guru Nanak Dev Ji és el fundador del sikhisme. Les creences fonamentals del sikhisme, articulades en l'escriptura sagrada Guru Granth Sahib, són la fe i la meditació sobre el nom de l'únic creador; unitat de tota la humanitat; comprometre's en un servei desinteressat, lluitant per la justícia social per al benefici i la prosperitat de tots; i una conducta i un mitjà de subsistència honestos mentre viuen la vida d'un propietari.
El Guru Granth Sahib és adorat com l'autoritat suprema del sikhisme i es considera el guru final i perpetu del sikhisme. Com a primer guru del sikhisme, Guru Nanak va contribuir amb un total de 974 himnes al llibre.

## Influències
Molts sikhs creuen que el missatge de Guru Nanak va ser revelat divinament, ja que les seves pròpies paraules a Guru Granth Sahib afirmen que els seus ensenyaments són tal com els ha rebut del propi Creador. L'esdeveniment crític de la seva vida a Sultanpur, en què va tornar després de tres dies amb il·luminació, també avala aquesta creença.
Molts historiadors moderns donen pes a la vinculació dels seus ensenyaments amb el bhakti preexistent, «sant»,  i el wali de tradició hindú/islàmica. Els estudiosos afirmen que en els seus orígens, Guru Nanak i sikhisme van ser influenciats per la tradició nirguni ('Déu sense forma') del moviment Bhakti a l'Índia medieval.  Tanmateix, uns quants historiadors no veuen l'evidència del sikhisme com una simple extensió del moviment Bhakti. El sikhisme, per exemple, no estava d'acord amb algunes opinions dels sants Bhakti Kabir i Ravidas.

Les arrels de la tradició sikh es troben potser en la tradició sant de l'Índia, la ideologia de la qual va créixer fins a convertir-se en la tradició Bhakti.  Fenech (2014) suggereix que:
| « | La mitologia índia impregna el cànon sagrat sikh, el Guru Granth Sahib i el cànon secundari, el Dasam Granth i afegeix delicats matisos i substància a l'univers simbòlic sagrat dels sikhs actuals i dels seus avantpassats passats. | » |

## En la Fe Bahá'í
En una carta, datada el 27 d'octubre de 1985, a l'Assemblea Espiritual Nacional dels Bahá'ís de l'Índia, la Casa Universal de Justícia va declarar que Guru Nanak estava dotat d'un "caràcter sant" i que era:
| « | ...inspirat per conciliar les religions de l'hinduisme i l'islam, els seguidors de les quals havien estat en conflicte violent.... Així, els bahá'ís veuen Guru Nanak com un "sant de l'ordre més alt". | » |

## En l'hinduisme

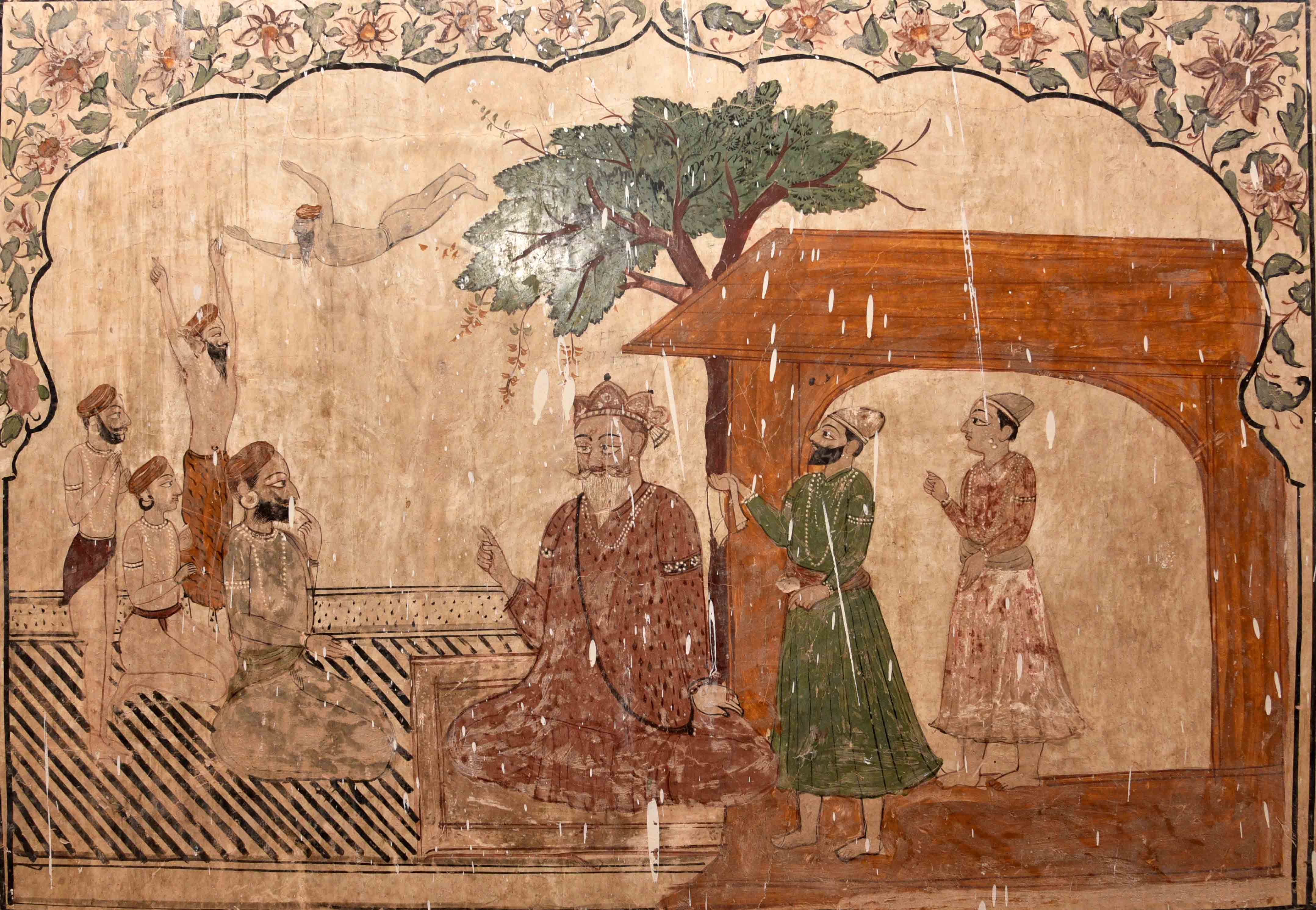
Mural de Guru Nanak d'un temple hindú a Jammu

Guru Nanak té una gran influència entre els hindús sindhi, la majoria dels quals segueixen els ensenyaments de Nanakpanthi.

## En la cultura popular
- El 2015 es va estrenar una pel·lícula panjabi anomenada Nanak Shah Fakir, que es basa en la vida de Guru Nanak, dirigida per Sartaj Singh Pannu i produïda per Gurbani Media Pvt. Ltd.
- Al·legoria: A Tapestry of Guru Nanak's Travels és una docuserie de 2021-2022 sobre els viatges de Guru Nanak a nou països diferents.

## Llocs visitats

### Uttarakhand
- Gurudwara Reetha Sahib, Champawat, Uttrakhand
- Nanakmatta

### Andhra Pradesh
- Gurudwara Pehli Patshahi Guntur, Andhra Pradesh

### Bihar
- Gurdwara Sri Guru Nanak Sheetal Kund - Rajagriha
- Patna

### Delhi
- Gurdwara Nanak Piao, Delhi
- Gurudwara Majnu Ka Tila, Delhi[84]

### Gujarat
- Gurdwara Pehli Patshahi, Lakhpat, Gujarat

### Haryana
- Panipat

### Jammu i Caixmir
- Hari Parbat, Srinagar

### Panjab
- Gurudwara Shri Ber Sahib, Sultanpur Lodhi
- Gurudwara Shri Hatt Sahib, Sultanpur Lodhi
- Gurudwara Shri Kothri Sahib, Sultanpur Lodhi
- Gurudwara Shri Guru Ka Bagh, Sultanpur Lodhi
- Gurudwara Shri Sant Ghat, Sultanpur Lodhi
- Gurudwara Shri Antaryamta, Sultanpur Lodhi
- Dera Baba Nanak
- Gurudwara Manji Sahib, Kiratpur Sahib
- Batala.[85]

### Sikkim
- Gurudwara Nanak Lama, Chungthang, Sikkim
- Llac Gurudongmar

### Odisha
- Gurdwara Guru Nanak Datan Sahib, Cuttack, Odisha
- Gurdwara Bauli Math Sahib, Puri, Odisha

### Pakistan
- Nankana Sahib
- Gurdwara Darbar Sahib Kartarpur, Kartarpur
- Gurdwara Sacha Sauda, Farooqabad
- Sultanpur Lodhi
- Gurdwara Rori Sahib, Gujranwala
- Gurdwara Beri Sahib, Sialkot
- Gurdwara Panja Sahib, Hasan Abdal
- Gurudwara Chowa Sahib, Rohtas
- Narowal

### Bangla Desh
- Gurdwara Nanak Shahi, Dacca

### Afganistan
- Gurduara Baba Nanak Dev Ji, Jalalabad
- Chashma Sahib Patshahi Pahili, Jalalabad

### Iran
- Gurudwara Pehli Patshahi, Mashad

### Iraq
- Santuari Baba Nanak, Bagdad

### Sri Lanka
- Gurudwara Pehli Patshahi Batticaloa
- Koti, ara conegut com a Kotikawatta

### Aràbia Saudita
- La Meca
- Medina